# Robert William Bilger
Robert William Bilger FAA (22 de abril de 1935 - 2 de octubre de 2015  ) fue un ingeniero australiano nacido en Sudáfrica.
Nacido en Rustenburg, Sudáfrica, el 22 de abril de 1935, Bilger estudió una Licenciatura en Ingeniería Mecánica y una Licenciatura en Matemáticas en el Auckland University College de Nueva Zelanda.
Se le concedió una beca Rhodes en 1956 y, en 1961, recibió un Doctorado en Filosofía en Ciencias de la Ingeniería del Exeter College, Universidad de Oxford. En 1965 se incorporó a la Universidad de Sydney como profesor titular de ingeniería mecánica antes de convertirse en profesor en 1976, donde permaneció hasta su jubilación en 2006.
Se le concedió el estatus de miembro de la Sociedad Estadounidense de Física, después de haber sido nominado por la División de Dinámica de Fluidos en 2002, por "sus destacadas contribuciones al conocimiento de los flujos reactivos turbulentos a través de experimentos, teorías y modelos reveladores, especialmente para dilucidar los procesos fundamentales en combustión turbulenta y para el desarrollo del momento condicional de cierre." 
Bilger fue nombrado miembro de la Academia Australiana de Tecnología e Ingeniería en 1987 y luego elegido miembro de la Academia Australiana de Ciencias en 2003. Por sus destacadas contribuciones a la ciencia de la combustión, recibió el premio Ya. B. Zeldovich Medalla de Oro otorgada por The Combustion Institute en 1992. Debido al impacto de su investigación y su participación en la organización de conferencias sobre combustión, la conferencia principal principal durante el Simposio Australiano sobre Combustión semestral se conoce como la "Conferencia Bilger".